# Wolfgang Danzmayr

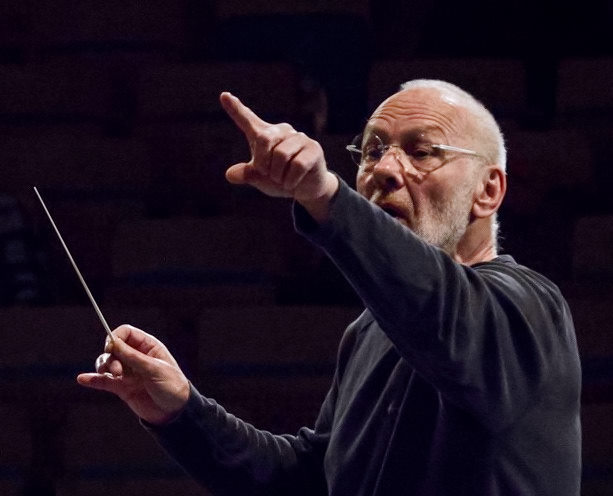
Wolfgang Danzmayr 2014 in Salzburg

Wolfgang Danzmayr (* 5. Juli 1947 in Wien) ist ein österreichischer Komponist, Dirigent und Schriftsteller. Der Musiker, Autor und ehemalige Leiter der ORF-Kulturabteilung im Landesstudio Salzburg lebt heute in Salzburg und Kőszeg (Ungarn).

## Leben
Der in Wien aufgewachsene Wolfgang Danzmayr erhielt seine schulische Ausbildung am humanistischen Gymnasium BG 3, Kundmanngasse, sowie eine pianistische Ausbildung an der Musikschule der Stadt Wien und privat bei Christl Hauser. Nach der Matura studierte er Komposition bei Alfred Uhl, Dirigieren bei Hans Swarowsky und Elektroakustische Musik bei Dieter Kaufmann an der Musikhochschule Wien. Nach Meisterkursen an der Internationalen Sommerakademie des Mozarteums 1967, 1968 und 1969 bei Bruno Maderna – sowie später 1973 bei Carl Melles – absolvierte er 1970 sein Studium als Dirigent mit dem Kapellmeisterdiplom in Wien. Im darauf folgenden Studienjahr vollendete Danzmayr seine Dirigierstudien in Rom bei Franco Ferrara am Conservatorio di Musica „Santa Cecilia“. Es folgten Dirigate u. a. mit dem Niederösterreichischen Tonkünstler-Orchester, dem Mozarteumorchester Salzburg, dem Kärntner Symphonieorchester, dem Collegium Musicum Carinthia, dem Österreichischen Ensemble für Neue Musik (oenm), dem Ensemble „die reihe“, der Beethoven Philharmonie und dem Kurpfälzischen Kammerorchester Mannheim.
Ab 1976 war Danzmayr auch Mitarbeiter beim ORF-Landesstudio Salzburg, dort von 1979 bis 2009 Leiter für den Bereich Musik, von 2006 bis 2009 auch Leiter der Kulturredaktion sowie in der Saison 1983/84 Leiter der Abteilung E-Musik im Landesstudio Burgenland. Im Rahmen dieser Tätigkeiten gestaltete Danzmayr zahlreiche Sendungen für die Hörfunkprogramme Österreich 1, Radio Salzburg und Radio Burgenland.
Nachdem Wolfgang Danzmayr sechs Jahre lang das Orchester der Salzburger Kulturvereinigung, ein Amateurorchester, geleitet hatte, gründete er gemeinsam mit seiner Frau Veronika Danzmayr-Steinbach 2003 das „Orchesterprojekt“, eine seit 2010 als Verein existierende Einrichtung mit dem Ziel, Amateurmusikern durch Workshops zu fördern und mit Professionisten in einem Orchester Spielerfahrung zu bieten. Die basiskulturell wie generationenübergreifend erarbeiteten Werke werden an verschiedenen Orten in Stadt und Land Salzburg öffentlich aufgeführt. 2017 erhielt das Projekt eine Auszeichnung seitens der Pro-Arte-Stiftung des Landes Salzburg.
Wolfgang Danzmayr tritt bis heute als Dirigent und Programmgestalter in Erscheinung. Mit der Beethoven Philharmonie und dem Kurpfälzischen Kammerorchester gestaltete er 2017 (Eröffnungskonzert mit der Sängerin Sarah Marie Kramer) und 2018 (mit Julia Hagen als Solistin) Konzerte der „Haydnregion Niederösterreich“ mit einem Johann Michael Haydn-Schwerpunkt im Schloss Petronell. 2019, 2021 und 2023 fanden Nachfolgekonzerte mit Wolfgang Brunners Salzburger Hofmusik statt.
Wolfgang Danzmayr war bis Oktober 2018 Mitglied im Aufsichtsrat der Osterfestspiele Salzburg; des Weiteren ist er Vorstandsmitglied der IG Komponisten Salzburg, der regionalen Interessenvertretung für Komponisten, sowie Vorstandsmitglied der Salzburger Autorengruppe. Er ist verheiratet mit der Pädagogin und Musikerin Veronika Danzmayr-Steinbach. Seiner ersten Ehe mit Christina Danzmayr entstammt sein Sohn, der Dirigent David Danzmayr. Seit 2010 hat Danzmayr einen zweiten Wohnsitz in der ungarischen Grenzstadt Kőszeg.

## Werk

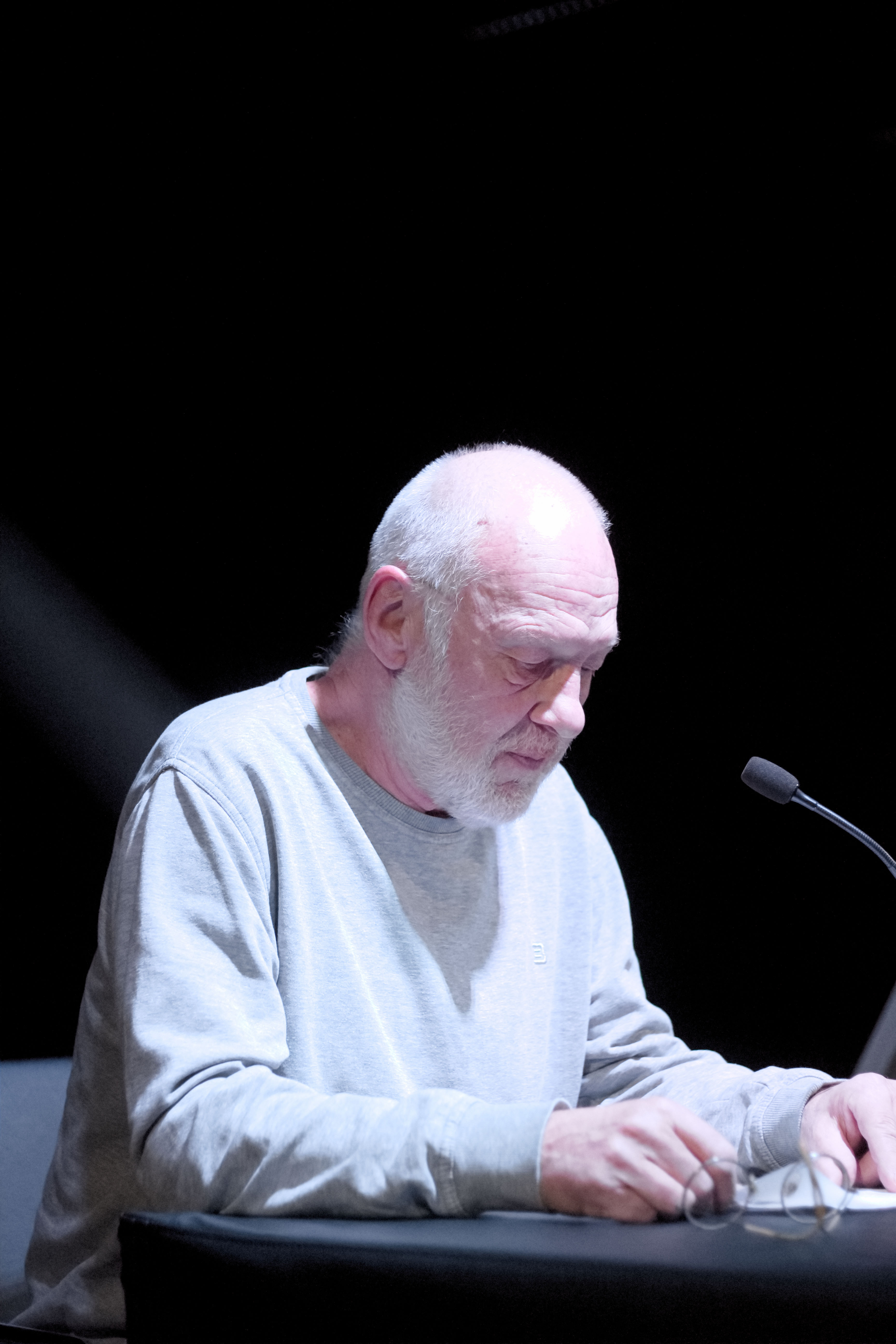
Wolfgang Danzmayr bei einem Leseauftritt in Salzburg 2016

### Musik
Wolfgang Danzmayr komponiert vorwiegend kammermusikalische Kleinformen für verschiedenste Besetzungen sowie Orchesterwerke.
Einspielungen auf CD
- Danzmayr: Tableaux (Mozarteumorchester/Hans Graf, Klavierensemble/Georg Friedrich Haas, Arcus Ensemble Wien u. a.)
- Danzmayr: Tableau IV (Collegium Musicum Carinthia)
- Mendelssohn: Konzert in d-Moll für Violine, Klavier und Streichorchester (Collegium Musicum Carinthia)[4]
- diverse Kompositionen auf CD-Anthologien der IG-Komponisten Salzburg und der IGNM Österreich

### Schriften
Beteiligungen und Einzeltitel:
- Ich kann's dir nicht erklären, Literaturzeitschrift SALZ, 2004.
- Lyrik und Kurzprosa im Fotoband silent space Salzburg, Salzburg: Pustet 2013.
- Porträts von Myrto Dimitriadou und Robert Jungk in Menschen aus Salzburg, Salzburg: Jung und Jung/Otto Müller Verlag 2016.

Monographien:
- Violetta & Co. Erzählungen und Kurzprosa, Arovell Verlag, Gosau 2007.
- Es ist ein Werden und Vergehen. Historischer Familienroman, Innsalz Verlag, Munderfing 2020.
- Was das Leben und die Musik mir erzählen. Autobiographie., Innsalz Verlag, Munderfing, 2020.
- Ungeschriebene Briefe, Roman, Innsalz Verlag, Munderfing, 2021

Danzmayr verfasst und publiziert zudem fachliche Beiträge zur Musik sowie literarische Texte (Essays, Kurzprosa) in verschiedenen Zeitschriften und Anthologien.

## Auszeichnungen
- Österreichisches Staatstipendium 1970
- Hans Haring-Dirigentenförderungspreis des ORF Salzburg 1973
- Verleihung des Titels Professor 2007
- Preis der Kulturstiftung des Landes Salzburg für Verdienst im Bereich Musikvermittlung 2022